# Farchacarus
Farchacarus är ett släkte av kvalster. Farchacarus ingår i familjen Heterozetidae.
Kladogram enligt Catalogue of Life:
| Farchacarus | \| \| Farchacarus calcaratus \| \| \| \| \| \| Farchacarus philippinensis \| \| \| \| |
|             | \| \| Farchacarus calcaratus \| \| \| \| \| \| Farchacarus philippinensis \| \| \| \| |
|             | Heterozetes                                                                           |
|             |                                                                                       |
|             | Farchacarus calcaratus                                                                |
|             |                                                                                       |
|             | Farchacarus philippinensis                                                            |
|             |                                                                                       |

|  | Farchacarus calcaratus     |
|  |                            |
|  | Farchacarus philippinensis |
|  |                            |